# Walther von Seydlitz-Kurzbach
Walther Kurt von Seydlitz-Kurzbach (22 d'agost de 1888 - 28 d'abril de 1976) va ser un general alemany durant la Segona Guerra Mundial que va comandar el LI Cos durant la batalla de Stalingrad. Al final de la batalla, va donar llibertat d'acció als seus oficials i va ser rellevat del comandament. Va ajudar la Unió Soviètica com a presoner de guerra. Després de la guerra, va ser condemnat pels soviètics per crims de guerra. El 1996, va ser indultat pòstumament per Rússia.

## Biografia
Seydlitz-Kurzbach va néixer a Hamburg, en el si de la noble família prusiana Seydlitz. Durant la Primera Guerra Mundial, va servir als dos fronts com a oficial. Durant la República de Weimar, va romandre com a oficial professional al Reichswehr.
De 1940 a 1942, va comandar la 12a divisió d'infanteria de l'exèrcit alemany. Quan la divisió va ser encerclada a la bossa de Demiansk, Seydlitz va ser responsable de trencar el cordó soviètic i permetre a les unitats alemanyes escapar de l'encerclament. Per a aquesta acció, va ser ascendit a general de l'artilleria i nomenat comandant del LI Cos.
El Cos estava subordinat al Sisè Exèrcit durant la batalla de Stalingrad. Quan tot l'exèrcit va quedar atrapat a la ciutat en el transcurs de l'operació soviètica Urà, Seydlitz va ser un dels generals que va argumentar amb més força a favor d'una ruptura o una rendició, contra les ordres de Hitler. El 25 de gener de 1943, va dir als seus oficials subordinats que eren lliures de decidir per si mateixos si es rendien. Friedrich Paulus el va rellevar immediatament del comandament de les seves tres divisions (la 100a, la 71a i la 295a divisions d'infanteria).
Uns dies més tard, Seydlitz va fugir de les línies alemanyes sota el foc del seu propi costat amb un grup d'altres oficials. Va ser detingut sota custòdia soviètica, on va ser interrogat pel capità Nikolai Diatlenko.
Va ser identificat pels seus interrogadors com un potencial col·laborador. L'agost de 1943 va ser portat amb dos generals més a un centre de reeducació política a Lunovo Un mes després va ser enviat de nou als camps de presoners de guerra per reclutar altres oficials alemanys.
Seydlitz va ser un líder en la formació, sota supervisió soviètica, d'una organització antinazi, la Lliga d'Oficials Alemanys, i va ser nomenat membre del Comitè Nacional per a una Alemanya Lliure. Va ser condemnat per molts dels seus companys generals per la seva col·laboració amb la Unió Soviètica. Va ser condemnat a mort in absentia pel govern de Hitler. La idea de Seydlitz de crear una força antinazi d'uns 40.000 presoners de guerra alemanys per ser transportat a Alemanya mai es va considerar seriosament. A Alemanya, la seva família va ser portada a Sippenhaft, detenció pels crims d'un membre de la família. Seydlitz va ser finalment explotat per la propaganda soviètica i alemanya . Va ser utilitzat pel primer en les emissions i la literatura per animar els soldats alemanys a rendir-se, i el segon va conrear la idea de " tropes de Seydlitz " (en alemany: Seydlitztruppen).
El 1949, va ser acusat de crims de guerra. Va ser jutjat per responsabilitat per accions contra els presoners de guerra soviètics i la població civil mentre estava al servei de la Wehrmacht. El 1950, un tribunal soviètic el va condemnar a 25 anys de presó, però el 1955 va ser alliberat a l'Alemanya Occidental, on el 1956, la seva condemna a mort del Tercer Reich va ser anul·lada. Tanmateix, va ser menyspreat pels seus antics companys de l'exèrcit tant pel seu paper a la batalla de Stalingrad com per la seva col·laboració posterior amb la Unió Soviètica. El Bundeswehr li va negar la restauració del seu rang de jubilat i la seva pensió.
Seydlitz va morir el 28 d'abril de 1976 a Bremen. El 23 d'abril de 1996, les autoritats russes van concedir un indult pòstum.

## Promocions
Fahnenjunker - 1 de setembre de 1908
 Leutnant - 27 de gener de 1910 (amb patent del 29 de gener de 1908)
[...]
 Major – 1930
 Oberstleutnant – 1 d'abril de 1934
 Oberst - 1 de març de 1936
 Generalmajor – 1 de desembre de 1939
 Generalleutnant – 1 de desembre de 1941
 General der Artillerie – 1 de juny de 1942

## Condecoracions
Creu de Cavaller de la Creu de Ferro amb Fulles de Roure
 Creu de Cavaller - 15 d'agost de 1940 com a general major i comandant de la 12. Divisió d'Infanteria
 Fulles de Roure (54è) - 31 de desembre de 1942 com a generalleutnant i comandant de la 12. Divisió d'Infanteria
 Creu de Ferro 1914 de 1a Classe (21 d'octubre de 1915) 
 Creu de Ferro 1914 de 2a Classe (19 de setembre de 1914)
 Creu de Cavaller del Reial Orde Prussià de Hohenzollern amb espases - 16 d'octubre de 1918
 Insígnia de Ferits 1918 en Plata
 Creu Hanseàtica d'Hamburg
 Creu d'Honor dels Combatents del Front
 Barra de 1939 a la Creu de Ferro 1914 de 1a Classe (22 de maig de 1940) 
 Barra de 1939 a la Creu de Ferro 1914 de 2a Classe (17 de maig de 1940)
 Medalla del Llarg Servei a la Wehrmacht de I i IV classe
 Escut de Demiansk